# Samak Sundaravej
Samak Sundaravej,em tailandês สมัคร สุนทรเวช, (Bangkok, 13 de junho de 1935 - Bangkok, 24 de novembro de 2009) foi um político tailandês, tendo servido como líder do Partido do Poder do Povo (PPP) de agosto de 2007 até sua morte, e primeiro-ministro do país entre 29 de janeiro e 9 de setembro de 2008.

## Carreira
Foi membro do Partido Democrata da Tailândia de 1968 a 1976 e ocupou assento parlamentar de forma quase ininterrupta de 1973 a 2000. Foi vice-ministro da Agricultura (1975-1976), vice-ministro do Interior (1976), ministro do Interior (1976-1977) e ministro dos Transportes em duas ocasiões (1983-1986, 1990-1991). Depois de deixar o parlamento, foi governador de Banguecoque e senador em 2006 até ao golpe de Estado na Tailândia em 2006.
O PPP foi fundado a 20 de Julho de 2007 por alguns membros do Thai Rak Thai, ilegalizado pelo Supremo Tribunal a instâncias da Junta Militar golpista. Samak Sundaravej entrou na nova formação e foi eleito seu líder para as eleições gerais de Dezembro de 2007, onde obteve a vitória com 232 lugares na Câmara de Representantes.
Samak Sundaravej era considerado um político de extrema-direita, tendo sido acusado de ser títere do deposto primeiro-ministro Thaksin Shinawatra.
Foi sucedido como primeiro-ministro por Somchai Wongsawat.